# Жемчужная, Екатерина Андреевна
Екатерина Андреевна Жемчужная (урождённая Булдыженко; род. 28 марта 1944, Щёкино, Тульская область) — советская и российская актриса и певица, артистка московского театра «Ромэн». Народная артистка России (1999).

## Биография
Екатерина Булдыженко родилась 28 марта 1944 года в городе Щёкино Тульской области в семье артистов.
В Москве поступила в студию театра «Ромэн». Позднее окончила ГИТИС.
Первым фильмом актрисы стал телесериал «Вечный зов», в котором она исполнила роль Зорицы, жены Поликарпа Кружилина (Пётр Вельяминов). Затем Екатерина Жемчужная сыграла цыганку Карму в «Карнавале» Татьяны Лиозновой.

## Семья
Муж — Георгий Николаевич Жемчужный (Александрович) (1945—2021), режиссёр театра «Ромэн».
Дочь — Ляля Жемчужная, заслуженная артистка.

## Награды и звания
- Заслуженная артистка РСФСР (1991).
- Народная артистка Российской Федерации (1999).
- Орден Дружбы (8 марта 2007) — за большой вклад в развитие театрального искусства и многолетнюю творческую деятельность[5].
- Медаль ордена «За заслуги перед Отечеством» II степени (27 февраля 2020) — за большой вклад в развитие отечественной культуры и искусства, многолетнюю плодотворную деятельность[6].
- лауреат премии «Персона России».

## Роли в театре «Ромэн»
- «Мы — цыгане» Реж. И. Ром-Лебедев, Н. Сличенко
- «Колдовская любовь» Реж. Г. Жемчужный
- «Плясунья — дочь шатров» Реж. И. Ром-Лебедев

## Роли в кино
- 1970 — О друзьях-товарищах — Цыганка на барахолке (в титрах не указана)
- 1973 — 1983 — Вечный зов — Зорица (в титрах Е. Александрович)
- 1975 — Табор уходит в небо — цыганка в таборе Рады (нет в титрах)
- 1981 — Цыганское счастье — Мария
- 1981 — Карнавал — Карма
- 1982 — Прежде мы были птицами — озвучка
- 1983 — Дамское танго — артистка цыганского ансамбля «Джанг» (нет в титрах)
- 1987 — Цыганка Аза — Стася
- 1987 — Где находится нофелет? — Земфира, цыганка-спекулянтка и гадалка
- 1987 — Запомните меня такой — цыганка в аэропорту
- 1990 — Чардаш Монти
- 1990 — Очищение
- 1990 — Нелюдь, или в раю запрещена охота
- 1991 — Жизнь — женщина — Цыганка Люба
- 1991 — Безумная Лори — цыганка из цирка
- 1995 — Орел и решка — Родственница Валентина, цыганка с многодетной семьёй
- 1995 — Зигзаг
- 1996 — Королева Марго — цыганка Зарита
- 2002 — Олигарх — цыганка на свадьбе Платона
- 2005 — Талисман любви — Папуша
- 2007 — Кавказ — озвучивание
- 2008 — Обручальное кольцо — жена цыганского барона
- 2009 — Кармелита. Цыганская страсть — Роза Саппоро, сестра Лексы
- 2014 — Если ты не со мной — Шанита, бабушка Зарины; цыганка